# Управни надзор
Управни надзор је посебна врста правног надзора, а правни надзор је онај надзор који се успоставља, регулише и санкционише правним нормама. Правни надзор обухвата поступке који су утврђени одговарајућим прописима ради остваривања законитости и правилности рада.
Вршење управног надзора је посебни облик вршења управне делатности у којем до изражаја долазе овлашћења управе контролног карактера. То значи да приликом вршења управног надзора постоје два субјекта, од којих је један активни субјект (управни надзор у нашем случају врши управа) и други пасивни субјект над којим се надзор врши. Активни субјект утиче на будући рад пасивног субјекта, тако што га систематски посматра и оцењује а то се чини на основу унапред утврђених мерила.

## Подела управног надзора
Управни надзор се може поделити у формалном и материјалном смислу. У формалном смислу битан је вршилац управног надзора. Те стога управни надзор у формалном смислу је онај надзор који врши управа. Управни надзор у материјалном смислу полази од надзорних овлашћења којима се надзор врши, што значи да је у овом смислу управни надзор онај надзор који се врши управним овлашћењима, без обзира који га субјект врши.

## Закон о државној управи
Према Закону о државној управи Србије чл.45 унутрашњи надзор јесте надзор који органи државне управе врше над другим органима државне управе и имаоцима јавних овлашћења у вршењу поверених послова државне управе. Исти члан одређује поделу управног надзора на:
1. Надзор над радом састоји се из надзора над законитошћу рада и надзора над сврсиходношћу рада органа државне управе и ималаца јавних овлашћења у вршењу поверених послова државне управе. Надзор над законитошћу рада испитује се спровођење закона и других општих аката, а надзор над сврсиходношћу рада-делатност и економичност рада и сврсисходност организације рада. Орган државне управе овлашћен је да у вршењу надзора над радом а) захтева извештаје и податке о раду, б)утврди стање извршења послова, упозори на уочене неправилности и одреди мере и рок за њихово отклањање, ц)изда инструкције, д)налози предузимање послова које сматра потребним, е)покрене поступак за утврђивање одговорности, ф)непосредно изврши неки посао ако оцени да се другачије не може извршити закон или други општи акт, г)предлози Влади да предузме мере на које је овлашћена.
2. Инспекцијски надзор врши се преко управне инспекције непосредним увидом у правне и фактичке ситуације. Инспекцијским надзором се врши контрола примене закона од стране свих грађана и правних лица, али и контрола примене закона од стране самих органа управе. Инспекцијским надзором органи државне управе испитују спровођење закона и других прописа непосредним увидом у пословање и поступање физичких и правних лица, и зависно од резултата надзора, изричу мере на које су овлашћени (чл.18). Инспекцијски надзор врше инспекцијске службе. Најчешће су то посебни органи управе који се називају инспектори и који су најчешће налазе у саставу министарства. Заправо министарства врше инспекцијски надзор преко посебно овлашћених службених лица, инспектора. Постоје бројне инспекције: тржишна, санитарна, просветна, здравствена, пољопривредна, ветеринарска, саобраћајна, инспекција рада, еколошка инспекција управна инспекција... Сва њихова овлашћења као и организација утврђени су посебним законима и другим прописима. Они за свој рад одговарају лично и о њему обавештавају надлежна министарства. Инспектор посебно одговара ако у вршењу надзора не предузме, не предлози или не одреди меру за коју је овлашћен, или не предлози или не покрене поступак пред надлежним органом због утврђене неправилности, или ако прекорачи границе овлашћења. Поједини послови инспекцијског надзора се могу поверити и органима територијалних јединица. Над чијим радом надзор врши министарство, одн. инспектор(чл.55.)

## Управна инспекција
Управна инспекција врши инспекцијски надзор над радом органа државне управе. Она врши надзор над применом закона и других прописа у вези са државном управом у канцеларијском пословању, као и прописа о управном поступку који се односе на ефикасност и ажурност у решавању управних ствари, контролише стручну спрему запослених који врше радње у управном поступку, итд. Послове управне инспекције врши управни инспектор који мора бити стручно лице са завршеним правним факултетом, положеним стручним испитом и најмање пет година радног искуства у том степену образовања.